# Tartares lituaniens de la Garde impériale
Vous lisez un « bon article » labellisé en 2014.  Il fait partie d'un « bon thème ».
Pour un article plus général, voir Cavalerie de la Garde impériale (Premier Empire).
Les Tartares lituaniens étaient des combattants musulmans regroupés en une unité de cavalerie légère de la Garde impériale, créée par Napoléon Ier et ayant servi dans l'armée française de 1812 à 1814. Descendants de familles tatares originaires de Crimée, ils furent organisés en un escadron (qui comptait dans ses rangs un imam) au début de la campagne de Russie à laquelle ils prirent part sous les ordres du chef d'escadron Achmatowicz. À la suite de la mort de ce dernier à Vilna, le capitaine Ulan prit le commandement de ce corps à l'existence plutôt éphémère, qui participa ensuite aux campagnes d'Allemagne et de France avant d'être dissous à la Première Restauration.
Du fait de leur petit effectif, les cavaliers tartares combattaient souvent au sein de régiments plus importants, tels que le 1er régiment de lanciers polonais de la Garde impériale. L'uniforme comprenait au début de nombreux éléments verts, couleur importante pour les musulmans, mais cette teinte distinctive ne fut ensuite arborée que sur la flamme du bonnet ; ce dernier présentait également des insignes religieux, à savoir un croissant surmonté d'étoiles en cuivre.

## Origine des Tartares lituaniens
Pour un article plus général, voir Tatars baltiques.
On appelait ce peuple « Tartares » aux XVIIe et XVIIIe siècles ; le terme utilisé aujourd'hui est « Tatars ». Au XIVe siècle, d'importantes tribus tartares occupaient l'actuelle Crimée. Plusieurs familles issues de ce peuple furent emmenées en Lituanie par le grand-duc Vytautas le Grand qui désirait, entre autres, que leurs hommes composent sa garde rapprochée à son château de Trakai. Après l'unification de la Pologne et de la Lituanie en 1385, ils s'établirent en communautés réparties dans différents villages.
À la différence du peuple lituanien, les Tartares étaient des musulmans : ils disposaient de la liberté de culte et étaient exemptés d'impôts, mais devaient toutefois à titre de compensation assurer un service militaire. Au XVIIIe siècle, après le démembrement de la Pologne et de la Lituanie par la Russie, l'Autriche et la Prusse, les Tartares passèrent sous le commandement russe. Des volontaires servirent ensuite dans l'armée polonaise après la création du duché de Varsovie en 1807.

## Organisation

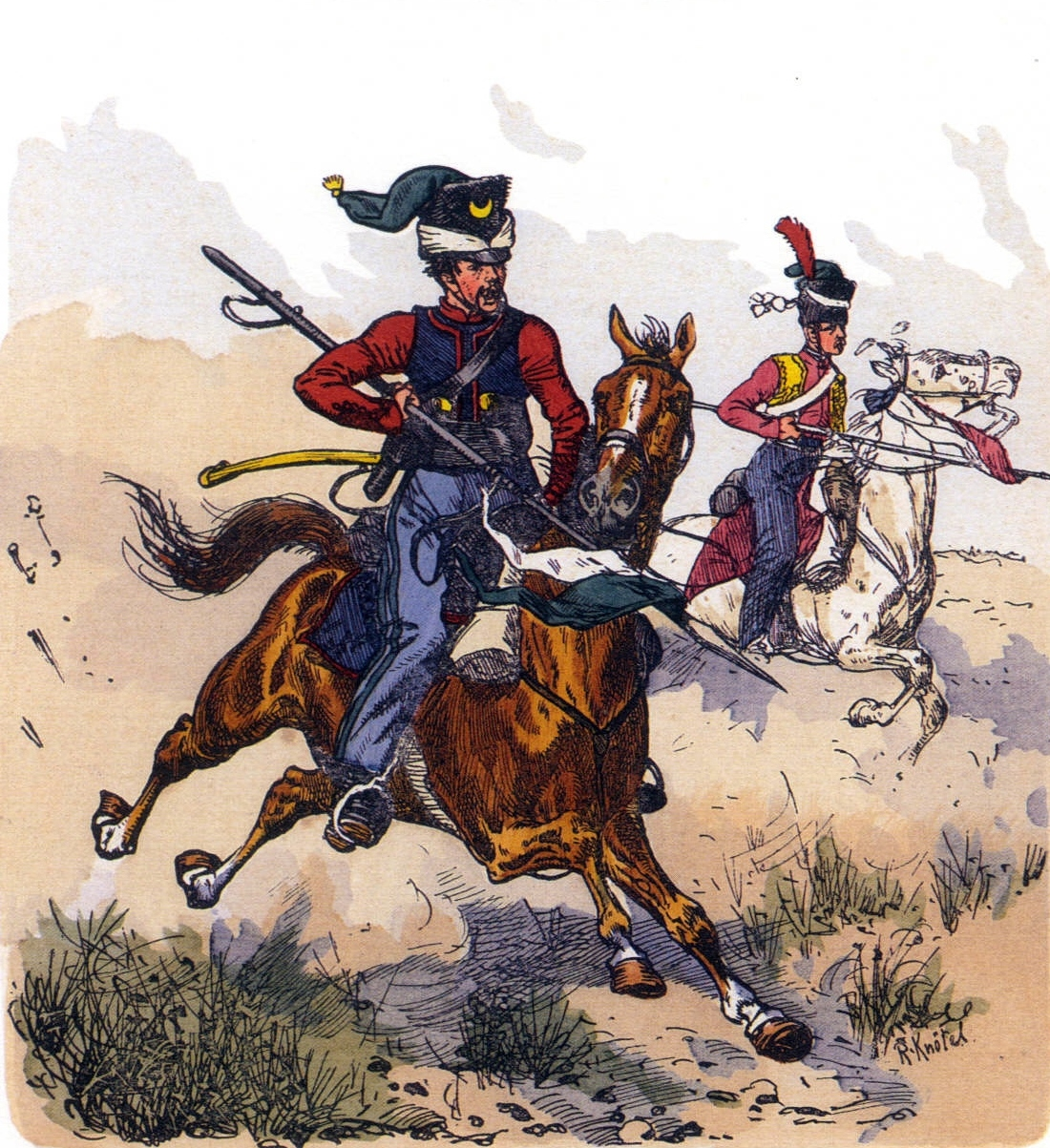
Tartares lituaniens, par Richard Knötel.

En juin 1812, le général Michel Sokolnicki suggéra à Napoléon de créer un régiment de Tartares lituaniens, écrivant notamment à leur propos que « leur probité, ainsi que leur courage sont éprouvés […] ». Un mois plus tard, le major Mustapha Murza Achmatowicz contacta le général Dirk van Hogendorp, aide de camp de l'Empereur, pour proposer la formation d'une unité de cavalerie lituanienne au sein de la Garde. C'est à lui que revint la tâche, le 24 août, d'organiser un régiment de Lituaniens. Napoléon envisageait le recrutement de 1 000 soldats, mais l'élan national ne fut pas aussi grand que l'avait espéré l'Empereur, car en fait de régiment, Achmatowicz ne put lever qu'un escadron. Il se composait de 123 hommes répartis de la manière suivante : un chef d'escadron, un major, quatre capitaines, sept lieutenants et sous-lieutenants et cent-dix sous-officiers et cavaliers.
L'escadron fut mis sur pied le 8 octobre 1812 à Vilna. Les nouveaux combattants lituaniens furent attachés au 3e régiment de lanciers de la Garde impériale en tant qu'éclaireurs. Achmatowicz dut lui-même payer les équipements de ses hommes. Du fait de sa confession musulmane, un imam du nom de Aslan Aley était présent au sein de l'unité et remplissait également les fonctions de lieutenant en second.

## Campagnes

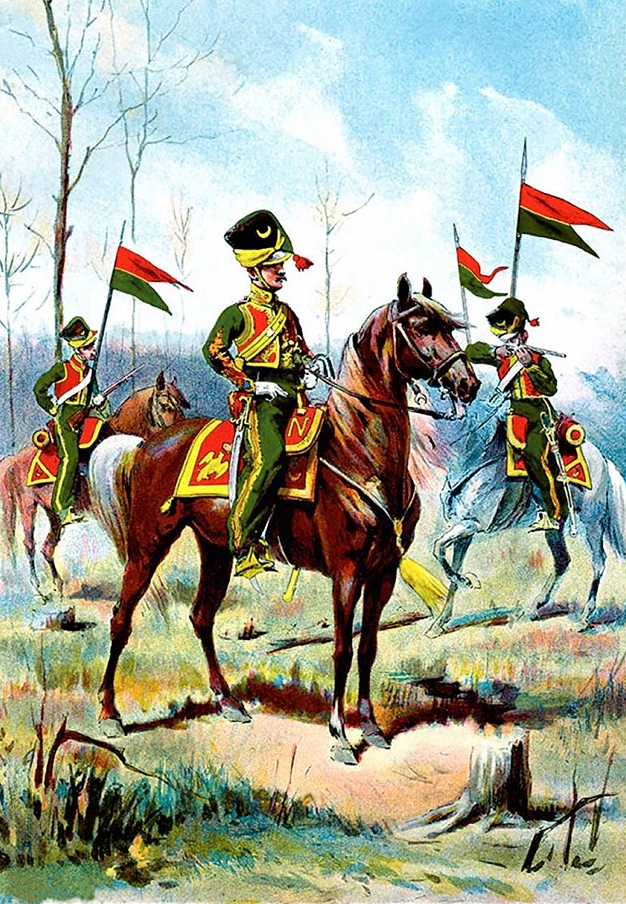
Tartares lituaniens en reconnaissance. Aquarelle de Bronisław Gembarzewski, 1896.

Participant à la campagne de Russie au sein de la 6e brigade de la cavalerie de la Garde (gendarmerie d'élite, 3e lanciers et Tartares), l'escadron subit des pertes sévères, principalement à Vilna (du 10 au 12 décembre 1812) où le chef d'escadron Achmatowicz fut tué ainsi que 34 de ses hommes. Ils furent également présents au combat de Kalisz, le 13 février 1813. À la fin de la campagne, 100 officiers et soldats avaient perdu la vie. Le capitaine Samuel Murza Ulan prit le commandement des 30 rescapés qui s'étaient regroupés à Posen. Les survivants furent d'abord intégrés aux rescapés du 3e régiment de lanciers de la Garde — presque entièrement détruit par les Russes à Slonim, en octobre 1812 — mais cette situation fut mal vécue par les Tartares dont les coutumes, l'uniforme et la religion différaient de ceux de leurs camarades et le capitaine Ulan obtint l'autorisation de former un corps à part. Ses cavaliers furent ensuite transférés au 1er régiment de chevau-légers lanciers polonais de la Garde où, au nombre de cinquante-trois, ils formèrent la 15e compagnie du régiment qui fut rattachée à la Moyenne Garde. Outre Ulan, les officiers étaient les lieutenants Ibrahim et Aslan Aley.
D'avril à juin 1813, sur les recommandations du colonel-major Dautancourt, le capitaine chercha à recruter de nouveaux cavaliers afin d'augmenter l'effectif de son unité et se rendit en France accompagné du maréchal des logis-chef Samuel Januszerwski. À cette date, la compagnie ne comptait plus en effet que 47 hommes. S'étant vu refuser l'incorporation de soldats étrangers à Metz, il gagna Paris avec six hommes pour expliquer sa situation au ministre de la Guerre Henri Clarke mais, sans réponse de ce dernier, il partit avec 24 recrues pour Freidberg, en Allemagne, où se trouvait le dépôt des chevau-légers lanciers polonais de la Garde.
En août, la poignée de soldats ramenée par le capitaine fut incorporée à la petite compagnie avant que les hostilités ne reprennent. Sous les ordres d'Ulan, les Lituaniens combattirent aux côtés des lanciers polonais pendant la campagne d'Allemagne au cours de laquelle ils chargèrent notamment à Dresde, Peterswalde, Leipzig et Hanau. Versés le 9 décembre 1813 au 3e régiment d'éclaireurs-lanciers, les Tartares, qui n'alignaient plus que 46 cavaliers dont 23 en indisponibilité, participèrent à maints engagements de la campagne de France où ils perdirent treize hommes, six étant tués et sept autres faits prisonniers. Après l'abdication de Napoléon, Ulan et quatorze cavaliers survivants regagnèrent leur pays.

## Uniformes

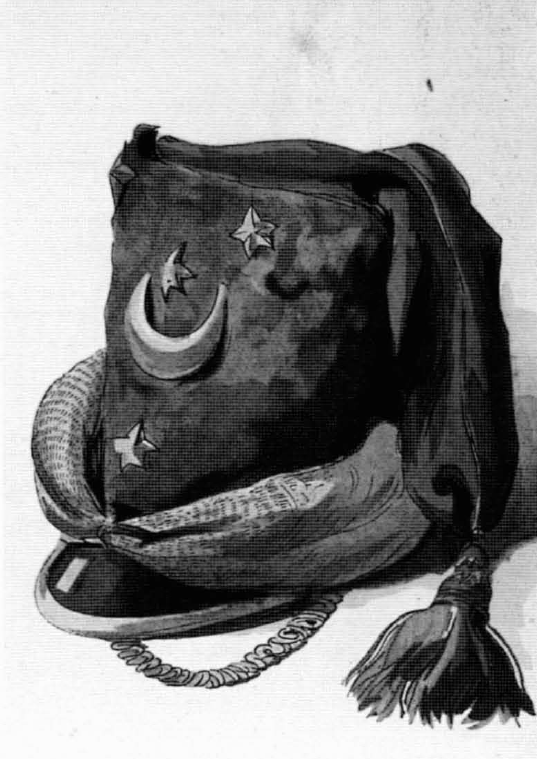
Coiffure d'officier des Tartares lituaniens (par Bronisław Gembarzewski).

Les Tartares lituaniens avaient un uniforme proche de celui des cosaques. À la formation du corps, les costumes variaient selon les tribus d'où provenaient les recrues. Le seul point commun était la flamme verte du bonnet, couleur importante dans la religion musulmane (celle du prophète Mahomet, entre autres). Un croissant et des étoiles, éléments relatifs à l'islam, apparaissaient également sur la coiffure. Lors de l'incorporation de l'unité aux lanciers polonais de la Garde, le général Krasiński lui donna un uniforme plus réglementaire, mais cette diversité perdura jusqu'en 1814, date à laquelle leur équipement fut renouvelé en intégralité. L'évolution de la tenue, en fonction des habits portés et de certains détails uniformologiques, a lieu en deux périodes : 1812, puis de 1813 à 1814. L'uniforme des officiers reste quant à lui incertain.

### Coiffure
La coiffure consistait en un bonnet d'astrakan noir à visière, surmonté d'une flamme verte terminée par un gland rouge, et orné sur le devant d'un croissant et d'étoiles en cuivre, trois ou quatre selon les sources. Bukhari indique aussi la présence d'un passepoil rouge sur la flamme. Le bonnet était entouré à la base d'un turban jaune retenu par des jugulaires. En 1813, le bonnet fut remplacé par un colback. On supprima aussi le turban ainsi que les étoiles et le croissant en cuivre. Un cordon blanc fut rajouté, auquel pendaient deux raquettes blanches. Un plumet rouge était désormais fixé sur le colback, et la flamme perdit son passepoil.
D'après le manuscrit de Marckolsheim, les trompettes de 1812 avaient un colback noir à visière sans turban avec cordon et plumet blanc. La flamme était verte à passepoil jaune et se terminait par un gland rouge. Le brigadier-trompette avait un colback à poil blanc orné d'un croissant en cuivre avec à la base un turban bleu à rayures jaunes. La flamme était également bleue à passepoil jaune et se terminait par un gland rouge. Le plumet était rouge et blanc.

### Habit

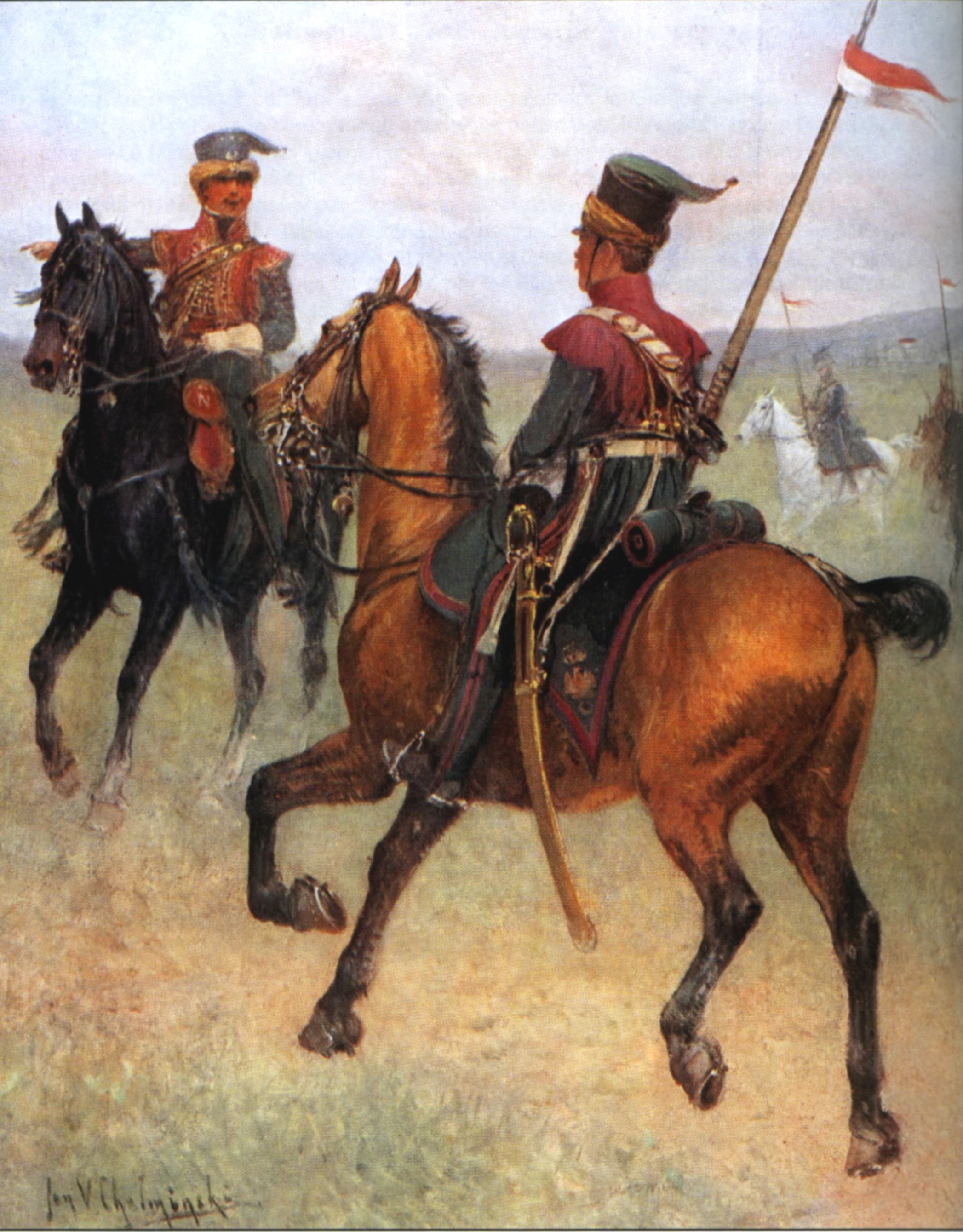
Officier et soldat des Tartares lituaniens en uniforme de 1812 (aquarelle de Jan Chełmiński).

L'habit de couleur verte était recouvert par un gilet écarlate bordé d'une double rangée de passepoils jaunes. Le collet était rouge avec passepoil jaune. Les pattes d'épaules étaient jaunes, ainsi que les boutons. Les uniformologues Liliane et Fred Funcken présentent un Tartare sans parements aux manches, à la différence d'Emir Bukhari qui montre la présence de parements rouges bordés de passepoil jaune. Les Tartares lituaniens avaient une ceinture d'étoffe jaune, qui pouvait être remplacée par un ceinturon blanc à plaque dorée. Le manteau était celui des mamelouks. Le pantalon ample (ou charroual) était vert à bandes cramoisies. Les bottes étaient noires. En 1813, l'habit vert devint écarlate, et le gilet rouge devint jaune avec passepoil noir. Quant au pantalon, il passa du vert à l'indigo.
Les trompettes en 1812 portaient un habit jaune recouvert par un gilet rouge galonné de jaune. Les parements rouges des manches étaient en forme de trèfle et le pantalon était cramoisi avec bandes verte et jaune. Le costume du brigadier-trompette était bleu avec, aux manches, une patte de parement rouge à boutons jaunes et parements de la même couleur. Le gilet était rouge avec galons jaunes. Le pantalon était de couleur bleue avec des bandes rouge et jaune et des nœuds hongrois en fil cramoisi. Les bottes étaient jaunes.

### Armement et équipement
L'arme principale des Tartares lituaniens était la lance. Longue de 2,75 m, elle était surmontée d'un pennon, rouge sur le dessus et blanc ou vert sur le dessous. Un poignard pouvait être passé en travers de la ceinture. Les Tartares lituaniens avaient également un sabre du même modèle que les lanciers de la Garde avec fourreau en cuivre. L'équipement se composait d'une giberne noire décorée d'un aigle en cuivre. Les buffleteries étaient blanches. La selle comprenait une housse rouge à extrémités jaunes, un chaperon de mêmes couleurs marqué d'un N couronné et d'un portemanteau rond également de couleurs rouge et jaune.